# Mohamed Ikbal Boufligha
Mohamed Ikbal Boufligha (en arabe : محمد إقبال بوفليغة) est un footballeur algérien né le 28 septembre 1993 à Taher dans la wilaya de Jijel. Il évolue au poste de défenseur central à l'US Biskra.

## Biographie
Il évolue en première division algérienne avec le club de l'US Biskra. Il dispute actuellement 43 matchs en inscrivant 3 buts en Ligue 1.

## Palmarès
US Biskra
- Championnat d'Algérie D2 (1) :
  - Champion : 2018-19.